# Liutfrid V de Sundgau
Liutfrid V, hijo de Liutfrid IV, sucedió a su padre en el condado Sundgau. Era miembro de la línea de los Liutfriden, una rama de la familia noble de los Eticónidas.

## Biografía
Liutfrid V (Lutfrido) donó, el 21 de febrero de 902, al monasterio de Sankt Trudpert el pueblo de Sausheim (Souuenisheim), en el Sundgau.
Probablemente sucedió a su padre del mismo nombre, tanto en la dignidad de conde de Sundgau, en la Alta Alsacia, así como en los derechos feudales sobre la abadía de Münster-Granfelden.
La suerte política de Alsacia, muy incierta durante varias décadas después de la muerte de Lotario II, termina de decidirse en 925 con su vinculación al reino de Germania, excepto el Sornegau que formaba la extremidad meridional y cuyo territorio es ocupado por el rey de Borgoña, Rodolfo II. Por lo tanto, las posesiones de Liutfrid V se encontraron distribuidas entre Germania y el Reino de Borgoña. Tal situación colocaba a Liutfrid en una posición un poco delicada, pero afortunadamente reinaba la paz entre los dos reinos. Liutfrid se entendió con el conquistador; el welfo Rodolfo II era por otra parte un pariente lejano puesto que descendía de Hugo de Tours por su bisabuela Adelais/Aelis. Acerca de un honor recibido del soberano, a saber el título de abad laico de la abadía real de Münster-Granfelden, se sabe que Rodolfo II lo concedió a un Liutfrid.
¿Se trata de Liutfrid IV o de su hijo del mismo nombre llamado Liutfrid V? El autor Christian Wilsdorf se inclina por la segunda posibilidad. Se sabe en efecto que alrededor del año 968 el hijo del Liutfrid que había recibido a Münster-Granfelden de Rodolfo II, se encontraba en posesión del monasterio. Ahora bien Liutfrid IV ya estaba en su posesión en 884; si se tiene en cuenta la duración media de las generaciones, se concluirá que el tenedor de 968 era más bien el nieto que el hijo del Liutfrid de 884.
Una breve indicación de un cronista con respecto a la invasión húngara (Ungri) de 926 revela la posición dominante que ocupaba en Alsacia Liutfrid V. Después de haber devastado la región de Constanza, la horda descendió a lo largo del Rin, atraída por la rica tierra de Alsacia. Liutfrid que era uno de los señores más poderosos de esta región (Luitfrido quodam, terræ illius potentissimo), intentó oponerse a su entrada en la provincia, pero fue derrotado en el curso de un sangriento combate y Alsacia fue sometida a sangre y fuego.
Algunos autores sostienen que el lugar donde desembarcaron los Hunos pronto fue llamado Hüninguen, y el entorno donde combatió Luitfrid fue nombrado Hunaweier; pero esta conjetura se basa únicamente en la analogía de los nombres locales.

## Descendencia
Existe controversia acerca de la posible descendencia o falta de la misma en relación con Liutfrid V. Los autores contemporáneos Franz Vollmer y Christian Wilsdorf sostienen que Liutfrid V tuvo descendencia:
1. Liutfrid VI; hasta 968 abad laico de Münster-Granfelden, probablemente 973/974 conde en Alsacia.